# Hanley
Hanley (به انگلیسی: Handley_Page_Hanley) یک هواگرد ملخ‌پیشین تک‌موتوره از نوع هواگرد اژدرافکن ساخت شرکت Handley Page است. هواگرد Hanley نخستین پروازش را در ۳ ژانویه ۱۹۲۲ میلادی انجام داد. در مجموع، تعداد ۳ فروند از این هواگرد ساخته شده‌است.